# Henrik Björn

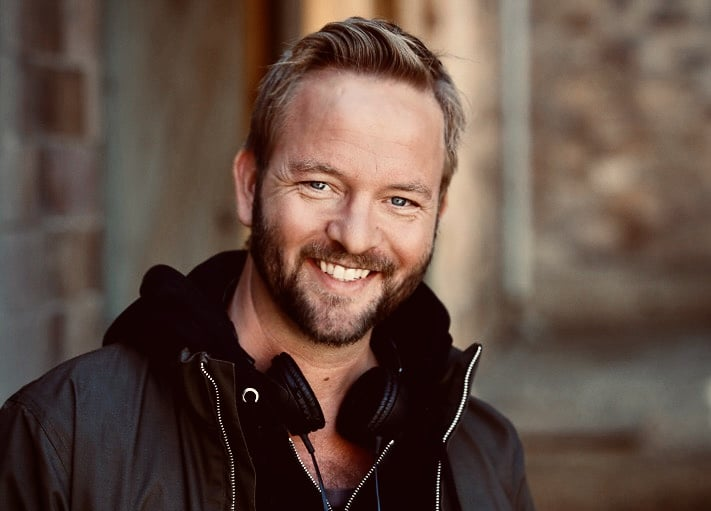
Writer and Director Henrik Björn. Photo by Johan Paulin

Karl Henrik Mikael Björn, född 7 november 1973 i Spånga församling i Stockholm, är en svensk regissör och manusförfattare.
Björn har i flera år verkat inom reklambranschen som skapare av en rad reklamfilmer och var 1995 en av grundarna till produktionsbolaget Palladium. Han sitter också i styrelser för ett flertal företag inom reklam- och mediabranschen.
Med TV-serien Jordskott för SVT 2015, ett originellt spänningsdrama med naturmystik och polisutredning i ett litet vildmarkssamhälle, inledde han en ny riktning som upphovsperson, regissör och huvudförfattare inom dramabranschen. Serien med Moa Gammel i huvudrollen, rönte stort internationellt intresse redan innan den haft premiär på bland annat Berlins filmfestival 2015. Vinnare av bland annat Kristallen och BANFF för bästa TV-drama.
Därefter har Björn utvecklat, skrivit och regisserat ett antal projekt, bland andra Jana -märkta för livet (Prime Video) baserat på böckerna av Emelie Schepp som han skapade för TV tillsammans med Felix Herngren. Serien som toppade listan på Prime under våren 2024 hade bland andra Madeleine Martin, Johan Ulvesson, Pernilla August, Sigrid Johnson, Mahmut Suvakci och Zlatko Buric i rollerna. Jana blev nominerad i Venedigs TV-festival 2024 för Bästa TV-drama.
Björn har även regisserat och manusbearbetat Glaskupan (Netflix) med bland andra Johan Rheborg, Léonie Vincent, Johan Hedenberg och Oscar Töringe i rollerna. Glaskupan är baserad på en idé av Camilla Läckberg med premiär 2025.

## Filmografi
- 2015 – Jordskott (TV-serie) SVT, ITV (skapare, manus, regi,)
- 2017 - Jordskott II (TV-serie) SVT, ITV (skapare, manus, regi)
- 2018 - Dröm (TV-serie) SVT, Sony (exekutiv producent)
- 2020 - Djupet (audio drama) Sveriges Radio (skapare, manus, regi)
- 2021 - Ragna (audio drama) Spotify (skapare, manus, regi)
- 2023 – Jana – Märkta för livet (TV-serie) (manus, regi) Prime, BBC, Viaplay
- 2025 - Glaskupan (TV-serie) (manus, regi) Netflix